# Friedrich von Beck-Rzikowsky

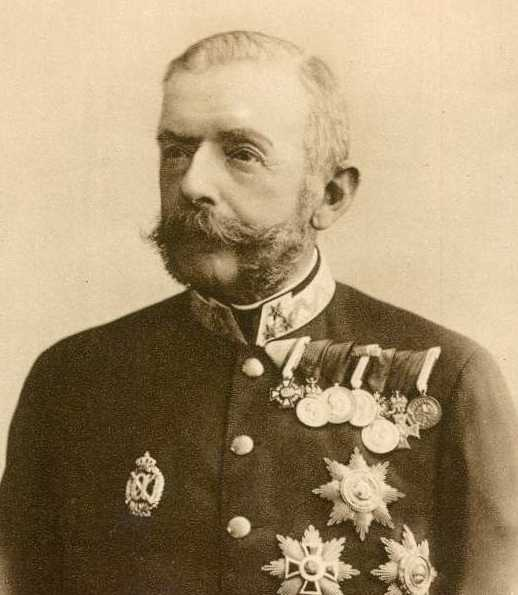
Beck c. 1890

Friedrich Graf von Beck-Rzikowsky (21 de marzo de 1830-9 de marzo de 1920), a veces Friedrich Beck, fue un Generaloberst austríaco y Jefe del Estado Mayor del Ejército Imperial y Real entre 1881 y 1906.
Beck nació en Freiburg im Breisgau, y entró en el ejército del Imperio austríaco en 1848. Se distinguió como jefe de Estado Mayor en una división de infantería en la batalla de Magenta, y en 1863 fue hecho ayudante de campo personal del emperador. Ocupó este puesto, junto con el de adjunto-general y jefe de la cancillería militar imperial hasta 1881, ganándose la confianza del emperador y ejerciendo la mayor influencia en todas las cuestiones militares.
En 1866 actuó como agente confidencial del emperador en los cuarteles generales del Feldzeugmeister Ludwig von Benedek, antes y después de la batalla de Königgrätz, y su consejo fue de gran importancia, aunque no siempre fue obedecido. En 1878 se le confió una misión similar bajo el mando del comandante en jefe de las tropas operando en Bosnia. En 1881 fue hecho Jefe de Estado Mayor del Ejército Imperial y Real, un puesto que ocupó hasta 1906. Su consejo no solo fue escuchado en asuntos militares, sino que frecuentemente ejerció una gran influencia en importantes cuestiones políticas y personales, ganándose una gran reputación en la monarquía como uno de los hombres más influyentes. Su claro juicio y práctico sentido común le permitió juzgar a hombres y hechos desde un punto de vista puramente objetivo.
Se retiró a la edad de 77 años, y fue elegido comandante de la Guardia Imperial.